# 3a-hidroksiglicirhetinat dehidrogenaza
3a-hidroksiglicirhetinat dehidrogenaza (EC 1.1.1.230, 3a-hidroksiglicirhetinatna dehidrogenaza) je enzim sa sistematskim imenom 3alfa-hidroksiglicirhetinat:NADP+ 3-oksidoreduktaza. Ovaj enzim katalizuje sledeću hemijsku reakciju
3alfa-hidroksiglicirhetinat + + {\displaystyle \rightleftharpoons } 3-oksoglicirhetinat + +
3a-Hidroksiglicirhetinat dehidrogenaza je visoko specifična za 3alfa-hidroksi derivate glicirhetinata i njegovih analoga. Nije identična sa EC 1.1.1.50, 3alfa-hidroksisteroid dehidrogenazom (B-specifičnom).

## Literatura
- Nicholas C. Price; Lewis Stevens (1999). Fundamentals of Enzymology: The Cell and Molecular Biology of Catalytic Proteins (Third изд.). USA: Oxford University Press. ISBN 019850229X.
- Eric J. Toone (2006). Advances in Enzymology and Related Areas of Molecular Biology, Protein Evolution (Volume 75 изд.). Wiley-Interscience. ISBN 0471205036.
- Branden C; Tooze J. Introduction to Protein Structure. New York, NY: Garland Publishing. ISBN 0-8153-2305-0.
- Irwin H. Segel. Enzyme Kinetics: Behavior and Analysis of Rapid Equilibrium and Steady-State Enzyme Systems (Book 44 изд.). Wiley Classics Library. ISBN 0471303097.

## Spoljašnje veze
- 3alpha-hydroxyglycyrrhetinate+dehydrogenase на 